# Міс Всесвіт 2020
Міс Всесвіт 2020 — 69-й щорічний міжнародний конкурс краси «Міс Всесвіт», який відбувся 16 травня 2021 року в Голлівуді, Флорида, США, у Seminole Hard Rock Hotel & Casino Hollywood. Переможницею стала представниця Мексики Андреа Меса, вона була коронована переможницею попереднього року від Південно-Африканської Республіки Зозібіні Тунзі.
Учасниці з 74 країн і територій взяли участь в конкурсі краси, У цьому році також дебютував Камерун, а до участі повернулися представники Гани та Росії. Ведучими вечора стали Маріо Лопес і Олівія Калпо. Маріо Лопес в останній був ведучим в 2007 році, під час Міс Всевіт 2007, а Олівія Калпо стала переможницею конкурсу Міс Всесвіт 2012. Музичний номер виконав пуерториканський співак і музикант Луїс Фонсі.

## Організація

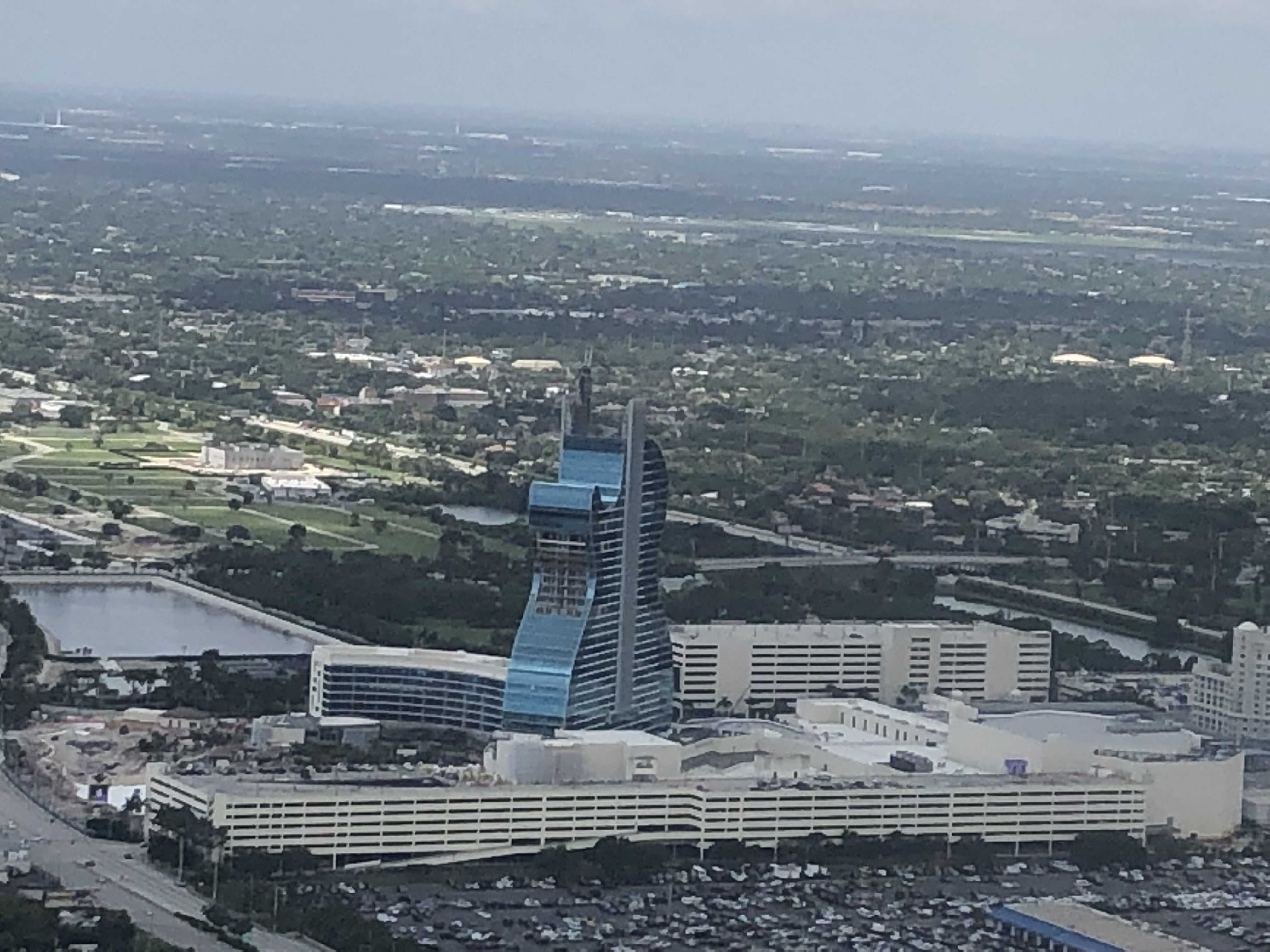
, Голлівуд, Флорида, США, місце проведення конкурсу краси Міс Всесвіт 2020

### Місце і дата
Через пандемію коронавірусної інфекції COVID-19 конкурс був перенесений з осені/зими 2020 року на весну 2021 року. Це буде вже третій раз в історії конкурсу, коли захід пройде вже після закінчення календарного року; раніше це відбувалося у 2014 і 2016 роках, коли обидва конкурси пройшли в січні наступного року.
3 березня 2021 року організатори Міс Всесвіт оголосили, що конкурс відбудеться 16 травня 2021 року в готелі Seminole Hard Rock Hotel & Casino Hollywood в Голлівуді, штат Флорида, США.

### Ведучі
20 квітня 2021 року була підтверджена, що Маріо Лопес і Олівія Калпо будуть ведучими вечора. Кулпі була переможницею Міс Всесвіт 2012, в той час, як Лопес востаннє виступав у ролі ведучого на Міс Всевіт 2007. Крім того, вперше з моменту проведення конкурсу Міс Всевіт 2015, ведучим конкурсу не був Стів Гарві. Пауліна Вега та Демі-Лей Нель-Петерс у цьому році виступатимуть експертами-аналітиками, а Чеслі Кріст працюватиме закулісним кореспондентом. У минулому, вони були переможницями конкурсів краси Міс Всесвіт 2014, Міс Всесвіт 2017 та Міс США 2019 відповідно.
7 травня, американський репер і співак Pitbull був оголошений запрошеним гостем, для виконання музичного номеру, проте вже через тиждень він був замінений пуерториканським співаком Луїсом Фонсі.

### Відбір кандидатів
Всупереч тому, що організація очікує участі понад 90 кандидатів, виходячи з попередніх двох років, в яких було зареєстровано 94 та 90 учасників відповідно, у цьому році їх кількість сягнула лише 74 особи через карантинні обмеження викликані пандемію коронавірусної інфекції COVID-19. Учасниці з 74 країн і територій були обрані для участі в конкурсі. Сім конкурсанток були короновані ще до пандемії COVID-19, проте через неї національні конкурси були перенесені або повністю скасовані, що призвело до того, що на конкурс 2020 року були обрані колишні призери, що посіли друге місце з попередніх національних конкурсів. Двадцять вісім учасниць були обрані місцевими організаторами, в таких країнах як Аргентина, Вірменія, Аруба, Багамські острови, Барбадос, Беліз, Бразилія, Американські Віргінські острови, Болгарія, Камерун, Кайманові острови, Кюрасао, Чехія, Данія, Домінікана, Гана, Гаїті, Гондурас, Казахстан, Південна Корея, Лаос, Маврикій, Панама, Португалія, Пуерто-Рико, Сінгапур, Словаччина й Україна.
Під час підготовки до проведення конкурсу відбилуся заміни трьох учасниць. Очікувалося, що Селін Ван Ойтсел, переможниця Міс Бельгія 2020, представлятиме країну на цьогорічному конкурсі, але через поширення COVID-19 в США вона відмовилася від участі в міжнародних змаганнях — її замінила Денія Ковенс, що стала 2-ую Віцеміс регіонального конкурсу Міс Бельгія 2018. Амандин Петі, переможниця національного конкурсу краси Міс Франція 2021, була замінена Клемансо Ботині, переможницю Міс Франція 2020, зміна конкурсанток сталася в грудні 2021 року, через конфлікт дат між міжнародним Міс Всесвіт 2021 і регіональним Міс Франція 2022. Петі мала представляти Францію на конкурсі 2021 року, але як очікується, вона буде на Міс Франція 2022, а тому було вирішено відправити її на конкурс 2020 року, а Ботині — на конкурс 2021 року. Магдалена Касиборська, переможниця Міс Польща 2019, була змушена відмовитися від участі через травму міжхребцевої грижі — її замінила Наталя Пігула, Перша Віцеміс регіонального Міс Польща 2019.
У 2020 році відбувся дебют Камеруну, а також повернення республік, що не брали  участі в конкурсі з 2018 року: Гани та Росії, яка у 2020 році оголосила, що не планує посилати кандидата на конкурс через пандемію, але врешті в березні 2021 року передумала і висунула на участь Аліну Санько, яка вже брала участь у Міс Всесвіт 2019. Від участі в конкурсі 2020 року відмовилися також Ангола, Єгипет, Екваторіальна Гвінея, Грузія, Німеччина, Гуам, Кенія, Литва, Монголія, Намібія, Нігерія, Нова Зеландія, Сент-Люсія, Сьєрра-Леоне, Швеція, Танзанія, Туреччина і Віргінські острови США, а також Бангладеш, який спочатку заявив про свою участь, але менш ніж за місяць до початку через продовження коронавірусної інфекції COVID-19 в Республіці й введення додаткових блокувань і обмежень на поїздки — відмовився. З країн і територій, що відмовилися від участі, вихід Німеччини знаменує собою перший випадок, коли вона не взяла участь в конкурсі з моменту свого дебюту під час інавгурації Міс Всесвіт 1952.

## Результати

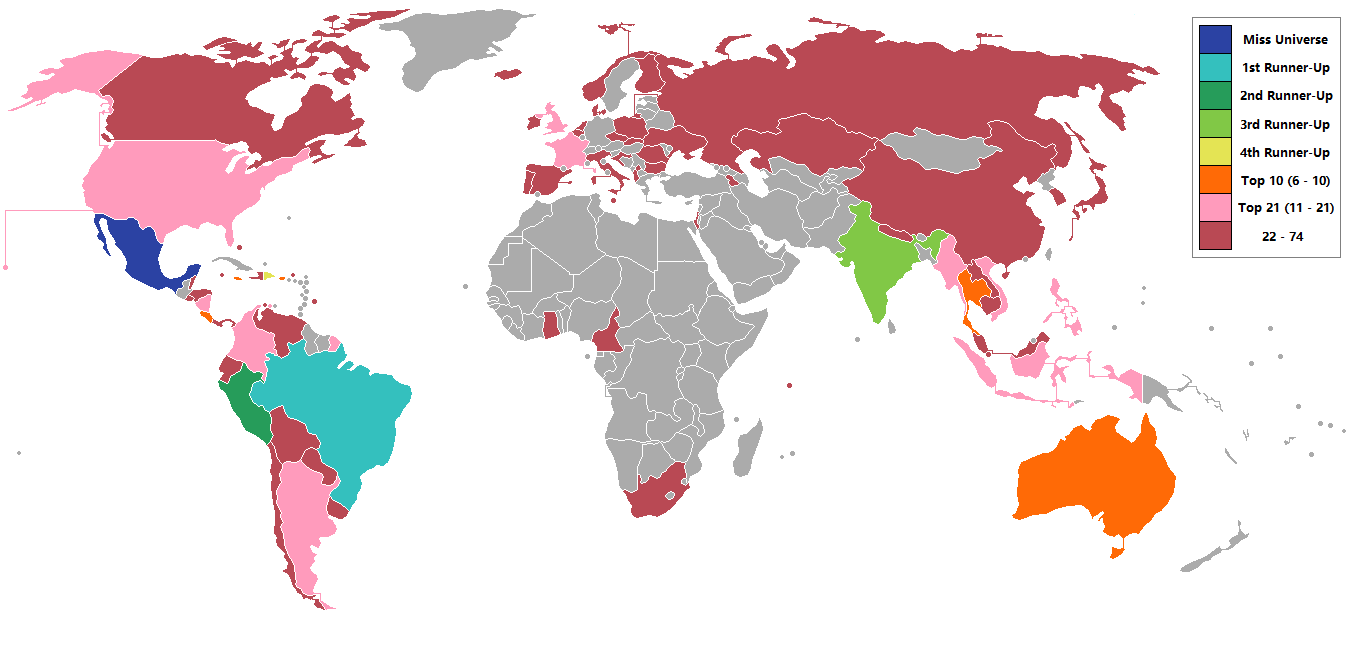
Країни та території, що беруть участь у програмі конкурсу краси Міс Всесвіт 2020

| Підсумковий результат | Учасниця | Країна                                                                                              |
| --------------------- | --- | --------------------------------------------------------------------------------------------------- |
| Міс Всесвіт 2020      | Андреа Меса | Мексика                                                                                             |
| 1-а Віцеміс           | Джулія Гама | Бразилія                                                                                            |
| 2-а Віцеміс           | Янік Мачета | Перу                                                                                                |
| 3-а Віцеміс           | Адлін Кастеліно | Індія                                                                                               |
| 4-а Віцеміс           | Кімберлі Хіменес | Домініканська Республіка                                                                            |
| 5—10                  | Марія Теттіл Івонна Чердас Мікеал-Саймон Вільямс Естефанія Сото Аманда Обдам                                                                                  | Австралія Коста-Рика Ямайка Пуерто-Рико Таїланд                                                     |
| 11—21                 | Аліна Луз Аксельрад Лаура Оласкуага Шанталь Верц Амандін Петі Джанетт Акуа Аю Мауліда Тузар Вінт Лвін Ана Марсело Рабія Матео Ася Бранч Нгуйон Трон Хан Ван § | Аргентина Колумбія Кюрасао Франція Велика Британія Індонезія М'янма Нікарагуа Філіппіни США В'єтнам |

§ – на основі голосів глядачів

### Спеціальні нагороди
| Нагорода                      | Учасниця         | Країна                   |
| ----------------------------- | ---------------- | ------------------------ |
| Найкращий національний костюм | Тузар Вінт Лвін  | М'янма                   |
| Премія за соціальний вплив    | Ленка Немер      | Болівія                  |
| Премія за карнавальний дух    | Кімберлі Хіменес | Домініканська Республіка |

## Конкурс краси

### Формат
За два дні до фінального конкурсу, 74 конкурсантки брали участь в попередньому заході, який передбачав вихід в купальних костюмах, вечірніх сукнях, а також проведення закритого інтерв'ю. За результатами попереднього конкурсу та інтерв'ю була визначена 21 фіналістка, наприклад на торішньому конкурсі було всього 20 фіналісток. Інтернет-голосування на конкурсі краси було залучено другий рік поспіль, але на відміну від попередніх конкурсів — континентальні групи учасниць були скасовані. Всі 21 конкурсантки виходили в купальних костюмах, після чого з них були обрані 10 учасниць, з яких були відібрані наступні 5. У фіналі, кожній учасниці було поставлено певне питання від випадкового судді. Після завершення цих раундів виступів було оголошено переможницю.

### Комісія
Список суддів був опублікований в соціальній мережі Twitter організаторами конкурсу краси 11 травня 2021 року. Вони судили як відбірковий, так і фінальний конкурс.
- Арден Чо — американська актриса, співачка та модель;
- Брук Махеалані Лі — переможниця Міс Всесвіт 1997[en], американська актриса, телевізійна ведуча і модель;
- Крістін Даффі[en] — американський бізнесмен, президент Carnival Cruise Line;
- Дипика Мутяла — американський підприємець, бізнесмен, засновник і керівник Live Tinted;
- Келті Найт[en] — канадська телевізійна особистість, актриса і колишня професійна танцюристка;
- Шеріл Адкінс-Грін — американський виконавчий віце-президент/директор по маркетингу в Mary Kay;
- Тетьяна Ороско — колумбійський економіст Universidad de los Andes;
- Зулейка Рівера[en] — переможниця Міс Всесвіт 2006[en], телевізійна ведуча, танцюрист, модель

## Учасниці
| Країна/Територія              | Представник                  | Вік | Рідне місто    |
| ----------------------------- | ---------------------------- | --- | -------------- |
| Австралія                     | Марія Теттіл                 | 28  | Мельбурн       |
| Албанія                       | Пола Мехметукай              | 22  | Тирана         |
| Аргентина                     | Аліна Аксельрад              | 22  | Кордова        |
| Вірменія                      | Моніка Григорян              | 21  | Єреван         |
| Аруба                         | Хелен Ернандес               | 20  | Ораньєстад     |
| Багамські Острови             | Шонте Міллер                 | 27  | Лонг Айленд    |
| Барбадос                      | Хіларі Ен Вільямс            | 25  | Крайст-Черч    |
| Беліз                         | Айріс Сальгеро               | 24  | Сан-Педро      |
| Бельгія                       | Денія Ковенс                 | 27  | Антверпен      |
| Болівія                       | Ленка Немер                  | 23  | Ла-Пас         |
| Бразилія                      | Джулія Гама                  | 27  | Порту-Алегрі   |
| Велика Британія               | Джанетт Акуа                 | 27  | Лондон         |
| Венесуела                     | Маріанхель Вілласміль        | 24  | Оєда           |
| Британські Віргінські Острови | Шабрі Фретт                  | 24  | Тортола        |
| В'єтнам                       | Нгуйон Трон Хан Ван          | 26  | Хошимін        |
| Гаїті                         | Іден Берандойв               | 24  | Аквін          |
| Гана                          | Челсі Таюї                   | 22  | Кєта           |
| Гондурас                      | Сесілія Росселл              | 25  | Копан Руінас   |
| Данія                         | Аманда Петрі                 | 23  | Копенгаген     |
| Домініканська Республіка      | Кімберлі Хіменес             | 24  | Ла-Романа      |
| Єгипет                        | Ая Абдельразик               | 24  | Каїр           |
| Ізраїль                       | Техіла Леві                  | 18  | Явне           |
| Індія                         | Адлін Кастеліно              | 22  | Удупі          |
| Індонезія                     | Аю Мауліда                   | 23  | Сурабая        |
| Ірландія                      | Надія Саєрс                  | 26  | Белфаст        |
| Ісландія                      | Елізабет Хульда Сноррадоттір | 26  | Рейк'явік      |
| Іспанія                       | Андреа Мартінес              | 27  | Леон           |
| Італія                        | Вівіана Віцціні              | 27  | Кальтаніссетта |
| Казахстан                     | Камілла Серікбай             | 18  | Кизилорда      |
| Кайманові Острови             | Марія Тіббеттс               | 26  | Бодден Таун    |
| Камбоджа                      | Саріта Рет                   | 26  | Пномпень       |
| Камерун                       | Анжель Коссінда              | 28  | Дуала          |
| Канада                        | Нова Стівенс                 | 27  | Ванкувер       |
| КНР                           | Цзясинь Сунь                 | 21  | Пекін          |
| Колумбія                      | Лаура Оласкуага              | 25  | Картахена      |
| Південна Корея                | Парк Ха-Рі                   | 24  | Інчхон         |
| Косово                        | Блерта Веселі                | 23  | Гнілане        |
| Коста-Рика                    | Івонна Чердас                | 28  | Сан-Хосе       |
| Кюрасао                       | Шанталь Верц                 | 22  | Віллемстад     |
| Лаос                          | Крістіна Лассасіма           | 28  | В'єнтьян       |
| Маврикій                      | Вандана Джета                | 28  | Флак           |
| Малайзія                      | Франциска Джеймс             | 25  | Кучинг         |
| Мальта                        | Антея Замміт                 | 26  | Зеббудж        |
| Мексика                       | Андреа Меса                  | 28  | Чіуауа         |
| М'янма                        | Тузар Вінт Лвін              | 22  | Хакха          |
| Непал                         | Аншика Шарма                 | 23  | Джапа          |
| Нідерланди                    | Деніз Спелман                | 23  | Гронінген      |
| Нікарагуа                     | Ана Марсело                  | 24  | Естелі         |
| Норвегія                      | Сунніва Фрігстад             | 20  | Веннесла       |
| Панама                        | Кармен Харамільо             | 26  | Ла Хоррера     |
| Парагвай                      | Ванесса Кастро               | 27  | Асунсьйон      |
| Перу                          | Янік Мачета                  | 27  | Ліма           |
| Польща                        | Наталя Пігула                | 23  | Забже          |
| Португалія                    | Крістіана Сільва             | 19  | Порту          |
| Пуерто-Рико                   | Естефанія Сото               | 27  | Сан-Себастьян  |
| Румунія                       | Б'янка Тірсін                | 22  | Арад           |
| Росія                         | Аліна Санько                 | 22  | Азов           |
| Сальвадор                     | Ванесса Веласкес             | 25  | Сан-Сальвадор  |
| Сінгапур                      | Бернадетт Онг                | 26  | Букіт Тімах    |
| Словаччина                    | Наталія Гоштакова            | 25  | Братислава     |
| США                           | Ася Бренч                    | 22  | Бунвілл        |
| Таїланд                       | Аманда Обдам                 | 27  | Пхукет         |
| Україна                       | Єлизавета Ястремська         | 27  | Київ           |
| Уругвай                       | Танія де лос Сантос          | 23  | Пайсанду       |
| Філіппіни                     | Рабія Матео                  | 24  | Ілоіло         |
| Фінляндія                     | Війві Альтонен               | 24  | Тампере        |
| Франція                       | Амандін Петі                 | 23  | Кан            |
| Хорватія                      | Мірна Наія Маріч             | 22  | Задар          |
| Чехія                         | Клара Ваврушкова             | 21  | Костелець      |
| Чилі                          | Даніела Ніколас              | 28  | Копіапо        |
| Еквадор                       | Лейла Еспіноза               | 24  | Квеведо        |
| ПАР                           | Наташа Жуберт                | 23  | Центуріон      |
| Ямайка                        | Мікеал-Саймон Вільямс        | 23  | Мона           |
| Японія                        | Айша Харумі Точігі           | 25  | Тіба           |